# پامانکادا
پامانکادا (به لاتین: Pamankada) یک منطقهٔ مسکونی در سری‌لانکا است که در ناحیه کلمبو واقع شده‌است.